# Пакор II
Пакор II — царь Парфии, правил в 78 — 105 годах. Из династии Аршакидов.

## Правление

### Междоусобица в Парфии и поддержка парфянами Лже-Неронов
В апреле 78 года царь по имени Пакор начал чеканить монеты на монетном дворе Селевкии-Ктесифона; однако и Вологез I продолжал выпускать свои монеты там же, причём даже в течение того же самого месяца. Пакор II редко упоминается в наших немногочисленных литературных источниках, и нигде в них нет и намека на то, кем он приходился своему предшественнику Вологезу I; ясно только, что его восшествие на престол не было мирным. Некоторые историки отождествляют этого Пакора с сыном царя Вонона II, братом парфянского царя Вологеза I и армянского царя Тиридата I, также носившего имя Пакор. При правлении Вологеза I тот был наместником Мидии Атропатены. В ходе междоусобной войны с Артабаном IV Парфянским в 80–81 гг. одержал победу. Очевидно, к 82/83 г. Пакор II изгнал всех своих соперников; в любом случае, они больше не имели достаточной власти, чтобы чеканить свои монеты. Однако против того, что именно этот Пакор был братом Вологеза I и правителем Мидии, может свидетельствовать то, что на самых ранних его монетах он изображён молодым и безбородым, а ведь к этому времени он уже должен быть править Мидией 27 лет, да и приступить к правлению в Мидии он должен был не ребёнком, раз мог проводить самостоятельную политику. Поэтому часть историков признают этого Пакора не братом Вологеза I, а его сыном, носившим то же имя, что и его дядя, правитель Мидии.
Правление Пакора II было ознаменовано чередой междоусобиц со многими иными претендентами на трон Парфии, в числе которых — Артабан IV и брат Пакора — Хосрой (Ороз).
В 79 году на Востоке появился Лже-Нерон — на самом деле римский гражданин из Малой Азии по имени Теренций Максим. Он дошёл до самого Евфрата, но был вынужден в конце концов искать убежища у одного из претендентов на парфянский трон, Артабана (IV), который чеканил монеты на дворе в Селевкии в 80—81 годах. Лже-Нерон снискал расположение парфян тем, что вернул Армению под парфянский контроль. В тот момент, когда велись приготовления к его возвращению, обман раскрылся, и он умер.
Очевидно, к 82/83 году Пакор II изгнал всех своих соперников; в любом случае, они больше не имели достаточной власти, чтобы чеканить свои монеты. В 89 году император Домициан потребовал поймать другого Лже-Нерона, и в конечном итоге Пакор был вынужден его выдать.

### Планирование римлянами нападения на Парфию
Ближе к концу своего правления Домициан, вероятно, планировал искать военной славы на Востоке. Его секретарю Абасканцию было поручено узнать, какие новости приходят с Евфрата. Эту реку предполагалось пересечь у Зевгмы, откуда римская армия должна была повернуть на север, перейти через Аракс и, возможно, завоевать царственные Бактры или даже Индию. Планировалось также, что другие войска вторгнутся в Месопотамию, где в их руках должны были оказаться богатства Вавилона. Заблаговременно в Сирию, чтобы встать во главе тамошних легионов, был послан Марк Меций Целер, причём ожидалось, что его предыдущий опыт в войнах на Востоке принесёт большую пользу. Поэма Стация «Сильвы» наполнены мыслями о предполагаемой экспедиции.
Хотя Домициан не дожил до реализации этих замыслов, в скором времени император Траян, взошедший на престол в 98 году, предпринял военную кампанию, которая близко следовала тому же самому плану. Возможно, именно в начале его правления между ним и Пакором возникли трения относительно какого-то пограничного вопроса, поскольку парфяне утверждали, что ни те, ни другие не выполнили какого-то соглашения в течение тридцати дней, и что римляне, вопреки предсказанию оракула, укрепили вражескую территорию.

### Связи с Китаем
В 97 году, во время правления императора Хэ-ди, генерал-протектор Бань Чао послал Гань Ина с миссией в Да Цинь (Римскую империю). Тот добрался до Месены, где моряки отговорили его от дальнейшего продвижения к римской границе, сказав, что путь в оба конца займет три месяца. Имеется ещё одно указание на возрастающую важность как этой области, так и южного пути в Сирию. Так, спустя четыре года, в 101 году царь Парфии по имени Мань-цю (отождествляемый с Пакором) отправил китайскому императору из Месены дары — львов и страусов, причём последние, возможно, были привезены туда торговцами из Аравии.

### Последние годы
По-видимому, последние годы Пакора были неспокойными. Его монетная чеканка на дворе в Селевкии-Ктесифоне характеризуется длительными перерывами, в том числе один продолжительностью пять лет (88—93 гг.) и другой — восемь лет (97—105 гг.). Уже в 105/106 году у него появился царь-соперник — вероятно, Вологез II. В 109/110 г. Хозрой — брат или зять Пакора — начал чеканить свои монеты. Вскоре развернулась борьба между Хозроем и Вологезом II, поскольку, за одним исключением, датированные монетные выпуски Пакора прекращаются в 96/97 году. Есть сведения о его монетах 115/116 года, чеканенных на монетном дворе Селевкии, хотя некоторые историки сомневается в атрибуции этих монет Пакору.
Впрочем, существует дополнительное свидетельство о том, что Пакор не умер, так как Децебал, знаменитый дакийский противник Траяна, подарил Пакору раба по имени Каллидром — вероятно, грека, захваченного у римлян одним из дакийских вождей. В течение нескольких лет этот грек жил у Пакора и в конце концов стал обладателем прекрасной геммы, на которой была вырезана фигура этого парфянского правителя. Возможно, дакам оказал помощь какой-то контингент тяжеловооруженных парфянских всадников, поскольку одетые в броню воины на колонне Траяна, которые обычно считаются сарматами, вполне могли быть парфянами. Вероятно, именно этого Пакора, что-то замышляющего в Аршакии (Рагах), упоминает в одной из своих поэм Марциал. В 110 году Пакор продал сыну Изата Абгару VII Осроенское царство, но эта территория, по-видимому, продолжала оставаться в какой-то степени подвластной парфянам. Примерно в это же время сын Пакора Аксидар был изгнан с армянского трона Хосроем, а его место занял Партамасир, другой из двух сыновей Пакора. Эта акция, предпринятая без консультации с римским правительством, возможно, послужила предлогом для последовавших затем римских кампаний против Армении и Парфии.
При правлении Пакора началась война Парфии с Кушанским царством, что ослабило силы Парфии. В то же время продолжались беспрерывные набеги кочевников из Центральной Азии, что отвлекало значительные силы парфян.
Аммиан Марцеллин сообщает, что царь Пакор отстроил Ктесифон, усилил его количеством населения, воздвиг стены, дал греческое имя и сделал лучшим образцом персидских городов.
Пакор II был одним из немногих парфянских царей, писавших собственное имя на монетах — «Аршак Пакор».